# Hadzhi Dimitar Peak
Der Hadzhi Dimitar Peak (englisch; bulgarisch връх Хаджи Димитър wrach Chadschi Dimitar) ist ein 2000 m hoher und vereister Berg an der Loubet-Küste des Grahamlands im Norden der Antarktischen Halbinsel. In den westlichen Ausläufern des Avery-Plateaus ragt er 14,95 km östlich des Gostilya Point, 5,67 km südlich des Mount Bain, 7,7 km westlich des Stefan Karadzha Peak und 7,6 km nordöstlich des Voit Peak auf. Seine steilen West- und Osthänge sind teilweise unvereist. Der Hopkins-Gletscher liegt westlich und nördlich, einer dessen Nebengletscher südwestlich von ihm.
Britische Wissenschaftler kartierten ihn 1976. Die bulgarische Kommission für Antarktische Geographische Namen benannte ihn 2015 nach dem bulgarischen Freiheitskämpfer Chadschi Dimitar (1840–1868).